# Cesare Valletti
Cesare Valletti (ur. 18 grudnia 1922 w Rzymie, zm. 13 maja 2000 w Genui) – włoski śpiewak operowy, tenor.

## Życiorys
Uczył się śpiewu prywatnie u Tito Schipy. Zadebiutował w 1947 roku w Bari rolą Alfreda w Traviacie. W latach 1947–1948 występował w Rzymie, następnie w 1949 roku śpiewał partie Hrabiego Almavivy w Cyruliku sewilskim w Palermo i Elvina w Lunatyczce w Neapolu. W 1950 roku debiutował w mediolańskiej La Scali. W 1951 roku wystąpił u boku Marii Callas w Meksyku. Gościnnie śpiewał na scenach w Londynie, Paryżu, Wiedniu, Rio de Janeiro, Buenos Aires, San Francisco i Chicago, występował też na festiwalach w Salzburgu, Glyndebourne i Aix-en-Provence. W 1953 roku partią Don Ottavia w Don Giovannim debiutował w nowojorskiej Metropolitan Opera, gdzie występował następnie aż do 1960 roku, kiedy to odszedł na skutek konfliktu z dyrektorem Rudolfem Bingiem. W 1958 roku w londyńskim Covent Garden Theatre ponownie śpiewał z Marią Callas. W 1968 roku wystąpił na Caramoor Festival w Katonah jako Neron w Koronacji Poppei Claudio Monteverdiego, następnie zakończył karierę sceniczną.
Do jego najważniejszych ról należały Hrabia Almaviva w Cyruliku sewilskim, Ernest w Don Pasquale, Kawaler des Grieux w Manon, Alfred w Traviacie, Alfred w Zemście nietoperza, Ferrando w Così fan tutte.